# Primera división paraguaya
Rozgrywki ligi paragwajskiej (Liga Paraguaya) organizowane są przez narodową federację piłkarską Paragwaju Asociación Paraguaya de Fútbol.
Obecnie w pierwszej lidze paragwajskiej (Primera división) występuje 12 klubów.

## Historia
Liga paragwajska wystartowała w roku 1906, a inicjatorem mistrzostw klubowych Paragwaju był kierownik gazety El Diario Don Adolfo Riquelme. Dnia 18 czerwca 1906 przyprowadził on do swego biura przedstawicieli pięciu istniejących wówczas w Paragwaju klubów piłkarskich (Olimpia, Guaraní, Libertad, General Díaz oraz Nacional) w celu stworzenia ciała rządzącego futbolem paragwajskim. Powstała organizacja o nazwie Liga Paraguaya de Fútbol (obecnie znana jako Asociación Paraguaya de Fútbol). Przedstawicielami klubów i założycielami nowej federacji byli William Paats i Junio Godoy (Olimpia), Ramón Caballero, Manuel Bella oraz Salvador Melián (Guaraní), Juan Escalada (Libertad), César Urdapilleta (General Díaz), i Vicente Gadea (Nacional). Pierwszym mistrzem w historii paragwajskiej piłki nożnej został klub Guaraní, który w finale pokonał Olimpię. Po trwającej blisko 30 lat epoce futbolu amatorskiego nastąpiła w roku 1935 era futbolu zawodowego. Pierwszym zawodowym mistrzem Paragwaju został klub Cerro Porteño.
Obecnie liga paragwajska podzielona została na dwie części – turniej otwarcia (Torneo Apertura) oraz turniej zamknięcia (Torneo Clausura). 
Na koniec sezonu zwycięzca turnieju Apertura walczy ze zwycięzcą turnieju Clausura o mistrzostwo Paragwaju. Ta decydująca rozgrywka toczy się systemem dwumeczu – mecz i rewanż. Przegrany zyskuje tytuł wicemistrza Paragwaju. Klub o najgorszej średniej liczbie punktów w przeliczeniu na jeden mecz z ostatnich czterech lat automatycznie spada do drugiej ligi (Segunda división paraguaya), natomiast przedostatni zespół walczy w barażach z wicemistrzem drugiej ligi. Zwycięzca tego barażu uzyskuje prawo gry w pierwszej lidze w następnym sezonie.

## Lista mistrzów i wicemistrzów Paragwaju

### Era amatorska
| Rok  | Mistrz        | Wicemistrz                 |
| ---- | ------------- | -------------------------- |
| 1906 | Guaraní       | Olimpia                    |
| 1907 | Guaraní       | Olimpia                    |
| 1908 | -             | -                          |
| 1909 | Nacional      | Libertad                   |
| 1910 | Libertad      | Atlántida                  |
| 1911 | Nacional      | Atlántida                  |
| 1912 | Olimpia       | Sol de América             |
| 1913 | Cerro Porteño | Sol de América             |
| 1914 | Olimpia       | Cerro Porteño              |
| 1915 | Cerro Porteño | Olimpia                    |
| 1916 | Olimpia       | Guaraní                    |
| 1917 | Libertad      | Olimpia                    |
| 1918 | Cerro Porteño | Nacional                   |
| 1919 | Cerro Porteño | River Plate                |
| 1920 | Libertad      | Olimpia                    |
| 1921 | Guaraní       | Nacional                   |
| 1922 | -             | -                          |
| 1923 | Guaraní       | Olimpia                    |
| 1924 | Nacional      | Libertad                   |
| 1925 | Olimpia       | Guaraní                    |
| 1926 | Nacional      | River Plate Sol de América |
| 1927 | Olimpia       | Libertad Nacional          |
| 1928 | Olimpia       | Libertad                   |
| 1929 | Olimpia       | Libertad                   |
| 1930 | Libertad      | River Plate                |
| 1931 | Olimpia       | Libertad                   |
| 1932 | -             | -                          |
| 1933 | -             | -                          |
| 1934 | -             | -                          |

- 1908, 1922, 1932, 1933, 1934 - nie wyłoniono mistrza Paragwaju

### Era zawodowa
| Rok           | Mistrz           | Wicemistrz                             |
| ------------- | ---------------- | -------------------------------------- |
| 1935          | Cerro Porteño    | Sol de América                         |
| 1936          | Olimpia          | Atlántida                              |
| 1937          | Olimpia          | Cerro Porteño                          |
| 1938          | Olimpia          | Cerro Porteño                          |
| 1939          | Cerro Porteño    | Olimpia                                |
| 1940          | Cerro Porteño    | Sol de América                         |
| 1941          | Cerro Porteño    | Olimpia                                |
| 1942          | Nacional         | Cerro Porteño                          |
| 1943          | Libertad         | Olimpia                                |
| 1944          | Cerro Porteño    | Libertad                               |
| 1945          | Libertad         | Cerro Porteño                          |
| 1946          | Nacional         | Sol de América                         |
| 1947          | Olimpia          | Guaraní                                |
| 1948          | Olimpia          | Cerro Porteño                          |
| 1949          | Guaraní          | Nacional                               |
| 1950          | Cerro Porteño    | Libertad                               |
| 1951          | Sportivo Luqueño | Cerro Porteño                          |
| 1952          | Presidente Hayes | Sol de América Libertad                |
| 1953          | Sportivo Luqueño | Cerro Porteño Libertad                 |
| 1954          | Cerro Porteño    | Libertad                               |
| 1955          | Libertad         | Olimpia                                |
| 1956          | Olimpia          | Libertad                               |
| 1957          | Olimpia          | Cerro Porteño, Sol de América, Guaraní |
| 1958          | Olimpia          | Cerro Porteño                          |
| 1959          | Olimpia          | Cerro Porteño                          |
| 1960          | Olimpia          | Cerro Porteño                          |
| 1961          | Cerro Porteño    | Olimpia                                |
| 1962          | Olimpia          | Nacional                               |
| 1963          | Cerro Porteño    | Olimpia                                |
| 1964          | Guaraní          | Cerro Porteño Nacional                 |
| 1965          | Olimpia          | Guaraní                                |
| 1966          | Cerro Porteño    | Guaraní                                |
| 1967          | Guaraní          | Libertad                               |
| 1968          | Olimpia          | Cerro Porteño                          |
| 1969          | Guaraní          | Olimpia                                |
| 1970          | Cerro Porteño    | Guaraní                                |
| 1971          | Olimpia          | Cerro Porteño                          |
| 1972          | Cerro Porteño    | Olimpia                                |
| 1973          | Cerro Porteño    | Olimpia                                |
| 1974          | Cerro Porteño    | Olimpia                                |
| 1975          | Olimpia          | Sportivo Luqueño                       |
| 1976          | Libertad         | Cerro Porteño                          |
| 1977          | Cerro Porteño    | Libertad                               |
| 1978          | Olimpia          | Sol de América                         |
| 1979          | Olimpia          | Sol de América                         |
| 1980          | Olimpia          | Cerro Porteño                          |
| 1981          | Olimpia          | Sol de América                         |
| 1982          | Olimpia          | Nacional                               |
| 1983          | Olimpia          | Sportivo Luqueño                       |
| 1984          | Guaraní          | Cerro Porteño                          |
| 1985          | Olimpia          | Nacional                               |
| 1986          | Sol de América   | Olimpia                                |
| 1987          | Cerro Porteño    | Olimpia                                |
| 1988          | Olimpia          | Sol de América                         |
| 1989          | Olimpia          | Guaraní                                |
| 1990          | Cerro Porteño    | Libertad                               |
| 1991          | Sol de América   | Cerro Porteño                          |
| 1992          | Cerro Porteño    | Libertad                               |
| 1993          | Olimpia          | Cerro Porteño                          |
| 1994          | Cerro Porteño    | Olimpia                                |
| 1995          | Olimpia          | Cerro Porteño                          |
| 1996          | Cerro Porteño    | Guaraní                                |
| 1997          | Olimpia          | Cerro Porteño                          |
| 1998          | Olimpia          | Cerro Porteño                          |
| 1999          | Olimpia          | Cerro Porteño                          |
| 2000          | Olimpia          | Guaraní                                |
| 2001          | Cerro Porteño    | Sportivo Luqueño                       |
| 2002          | Libertad         | 12 de Octubre Itaugua                  |
| 2003          | Libertad         | Guaraní                                |
| 2004          | Cerro Porteño    | Libertad                               |
| 2005          | Cerro Porteño    | Libertad                               |
| 2006          | Libertad         | Cerro Porteño                          |
| 2007          | Libertad         | Sportivo Luqueño                       |
| 2008 Apertura | Libertad         | Nacional                               |
| 2008 Clausura | Libertad         | Guaraní                                |
| 2009 Apertura | Cerro Porteño    | Libertad                               |
| 2009 Clausura | Nacional         | Libertad                               |
| 2010 Apertura | Guaraní          | Cerro Porteño                          |
| 2010 Clausura | Libertad         | Cerro Porteño                          |
| 2011 Apertura | Nacional         | Olimpia                                |
| 2011 Clausura | Olimpia          | Cerro Porteño                          |
| 2012 Apertura | Cerro Porteño    | Olimpia                                |
| 2012 Clausura | Libertad         | Nacional                               |
| 2013 Apertura | Nacional         | Guaraní                                |
| 2013 Clausura | Cerro Porteño    | Libertad                               |
| 2014 Apertura | Libertad         | Guaraní                                |
| 2014 Clausura | Libertad         | Cerro Porteño                          |
| 2015 Apertura | Cerro Porteño    | Guaraní                                |
| 2015 Clausura | Olimpia          | Cerro Porteño                          |
| 2016 Apertura | Libertad         | Olimpia                                |
| 2016 Clausura | Guaraní          | Olimpia                                |
| 2017 Apertura | Libertad         | Guaraní                                |
| 2017 Clausura | Cerro Porteño    | Olimpia                                |
| 2018 Apertura | Olimpia          | Cerro Porteño                          |
| 2018 Clausura | Olimpia          | Cerro Porteño                          |
| 2019 Apertura | Olimpia          | Cerro Porteño                          |
| 2019 Clausura | Olimpia          | Libertad                               |

### Klasyfikacja mistrzów Paragwaju ery amatorskiej i zawodowej
Stan po roku 2019
| Mistrz | Wicemistrz | Klub                  |
| ------ | ---------- | --------------------- |
| 44     | 24         | Olimpia               |
| 32     | 33         | Cerro Porteño         |
| 20     | 21         | Libertad              |
| 11     | 16         | Guaraní               |
| 9      | 10         | Nacional              |
| 2      | 12         | Sol de América        |
| 2      | 4          | Sportivo Luqueño      |
| 1      | 0          | Presidente Hayes      |
| 0      | 3          | Atlántida             |
| 0      | 3          | River Plate           |
| 0      | 1          | 12 de Octubre Itaugua |